# Црква Светог Николе у Ушћу
Црква Светог Николе у Ушћу, код Краљева, највероватније је подигнута у 14. веку и представља споменик културе од великог значаја.

## Историјат цркве
Црква посвећена Светом Николи подигнута је у селу Трњаци, на око 2 километра од Ушћа. Подигнута је на гробљу које се налази на косом терену који се спушта према реци Студеници, испод пута који води од Ушћа ка манастиру Студеница. Није познато када је црква подигнута, као ни када је и због чега порушена. По народном предању црква је подигнута у част помирења Вукана и Стефана, Немањиних синова. Они су се помирили над очевим моштима, које су пренете из Хиландара у Студеницу. Претходно је у месту Полумир преко изасланика било постигнуто примирје међу браћом, по чему је ово место и добило име. Ово би значило да је црква подигнута почетком 13. века, 1207. или 1208. године. Међутим, на основу остатака живописа на западном зиду, изградња цркве се може датирати у позни 13. или рани 14. век.
Професор Ђ. Бошковић је 1926. године архитектонски и фотографски снимио цркву. Из ове документације, као и из фотографије са почетка 20. века коју је професор такође публиковао, може се видети да је црква била у рушевинама почетком претходног столећа. На западном зиду још увек је стајала бифора изнад портала. У периоду од 1968. до 1970. године извршена је комплетна обнова цркве заједничким залагањем Завода за заштиту споменика културе у Краљеву и братства манастира Студенице. Пројекат обнове је израдио архитекта Јован Нешковић, а заштитне радове на остацима живописа је извео сликар Милан Ђокић. Међутим, услед пропуста који су учињени током рестаурације цркве, она се данас налази у врло лошем стању. Због нестабилног терена и обале реке црква је нагнута, а да би спречили њено даље урушавање, мештани су подигли потпорни зид. Током рестаурације цркве није био подигнут потпорни зид, као ни дренажни канал око темеља који би решио проблем влаге. Обновљене фреске на западном зиду су такође остављене без заштите од атмосферских прилика. Мештани су подигли и дрвену припрату, која нарушава аутентични изглед цркве, али ипак пружа заштиту обновљеним фрескама.

## Изглед

### Архитектура
Црква св. Николе је једнобродна грађевина малих димензија, једноставне правоугаоне основе са полукружном апсидом на истоку, нешто ужом од ширине наоса. Дужина целокупне грађевине износи 8,25 м, а ширина 4,60 м, на основу чега се закључује да је Црква св. Николе нешто већих димензија од већине храмова подигнутих у студеничком крају. Подужни брод цркве има ширину 3,10 м, а занимљиво је да висина централног простора, као и његова дужина, износи 5,40 метара, што сведочи о пажњи са којом је црква пропорционисана. Бочни зидови носе полуобличасти свод од сиге, а апсида је засведена полукалотом. Зидање грађевине изведено је са неколико врста камена. Споља на лицу употребљен је ломљени, притесани пешчар, а унутра заобљен, серпентински камен, скупљан из корита реке. Веза лица са језгром зида, као и између појединих редова, није најбоље остварена, што је довело до брзог обрушавања цркве када је свод пао. Свод и луци зидани су од сиге. У вези са техником грађења од значаја су подаци о употреби дрвених греда - сантрача за повезивање зидова.
Црква је покривена полуобличастим сводом, изнад кога је кров на две воде покривен каменим плочама. Изнад врата налази се мала лунета са попрсијем Св. Николе, патрона храма. Очуване бифоре на западном зиду и апсиди, као и наглашена хоризонталност храма говоре о утицајима готике на градитеље. Поред два дводелна прозора на западу и на апсиди, на северном и јужном зиду налазе се једноделни прозори. Спољни делови прозора рађени су од белог радочелског мермера. Горњи делови израђени су од мермерне табле дебљине 12 цм, лучно завршене, у коју је усечен лук готског стила (код бифора два лука). Бифоре су имале осмострану колонету пречника 9 цм, која је стајала на стопи, а завршавала се капителом. Сачувани су једна стопа и оба капитела, док су колонете уништене. У лунете бифора су уклесана по два, а у монофоре по један „сараценски” лук, који такође сведоче о утицају готике.
Недостаци у грађењу, а можда и други узроци (попут укопавања гробова непосредно уз цркву), довели су до деформација које су највише изражене на западном зиду. Услед слегања југозападног угла цркве цео западни зид померен је упоље (око 5%), а пукотине у зиду отвориле су се у ширини од по неколико центиметара.

### Живопис
Живопис ове цркве је слабо сачуван. Највише остатака фресака очувано је на западном зиду, у улазу и на унутрашњој страни, односно на заклоњеним деловима. На спољној страни западне фасаде, која је такође била осликана, остали су само бледи трагови. Живопис у другим деловима цркве углавном није очуван. Мермерне и надгробне плоче са стилизованим крстом у кругу и без натписа употребљаване су као материјал за зидање, а преко њих су биле осликане фреске. Драгутин Милутиновић је 1877. године израдио акварел ове цркве, на ком се може видети да су фреске на западном зиду те године биле у знатно бољем стању него непуни век касније, у време радова на обнови цркве. На спољашњој страни западног зида налазило се шест стојећих фигура, по три са обе стране врата. У ниши изнад врата је попрсје Светог Николе, патрона цркве, али је његов лик данас потпуно уништен. На делу зида северно од врата били су представљени цар Константин и царица Јелена. На супротној, јужној страни зида, била су представљена два анђела. Најбоље су очувана попрсја два светитеља у ниши изнад улазних врата: попрсја Светих Козме и Дамјана. Како је у манастиру Студеница постојала болница, појава светих лекара на улазу у Цркву Светог Николе могла је бити нека врста објаве да се на крају средњовековног пута, који је из Ушћа поред ове цркве водио ка манастиру Студеница, налази манастирска болница.
Недовољна очуваност фресака је главни разлог зашто их није могуће прецизније датовати. У вези са одређивањем времена настанка фресака је и питање времена изградње саме цркве. Настанак живописа је обично смештен у 14. век, а према Радомиру Николићу ове фреске су настале око 1320. године. Како остаци фресака у Цркви Светог Николе указују на највећу сличност са фрескама у Краљевој цркви у Студеници (осликаној око 1314. године) и фрескама у Цркви Светог Николе у оближњем Баљевцу (осликане током четрдесетих или педесетих година 14. века), може се претпоставити да је живопис Цркве Светог Николе настао у раздобљу између осликавања ове две горепоменуте цркве.